# 인도 중앙 중등교육 위원회
인도 중앙 중등교육 위원회(Central Board of Secondary Education, CBSE)는 인도의 공립 및 사립 학교를 위한 국가 수준의 교육 위원회로, 인도 연방 정부에 의해 관리된다. CBSE는 모든 소속 학교들에게 NCERT 커리큘럼만 따르도록 요청했다. 25개의 외국에는 211개, 인도에는 약 19,316개의 CBSE 소속 학교가 있다.
인도에 세워진 최초의 교육위원회는 라주타나, 중부 인도, 과리오르가 관할하는 우타 프라데시 고등학교와 중급 교육 위원회였다. 1929년에 인도 정부는 "고교 이사회 및 중등교육 위원회"라는 이름의 공동 위원회를 설립했다. 처음에는 아제르, 메르와라, 중앙 인도, 그리고 그갈리오를 포함했지만, 나중에는 아제르, 보팔, 빈디아 프라데시에 국한되었다. 1952년에는 "중등교육 중앙위원회"가 되었다.